# يهوياقيم ملك يهوذا
يهوياقيم ملك يهوذا (بالعبرية: יְהוֹיָקִים) هو ملك مملكة يهوذا الثامن عشر وما قبل الأخير، حكم من 609 إلى 598 قبل الميلاد، هو الابن الثاني لملك يهوذا يوشيا وزَبيدة، حكم مملكة يهوذا بعد أخيه الأصغر بسنتين يهوآحاز، سُمي عند ولادته إلياقيم حتى تولى الملك ليُصبح يهوياقيم.

## خلفية
بعد وفاة الملك يوشيا، أُعلن شقيق يهوياقيم الأصغر يهوآحاز (المعروف أيضًا باسم شلوم) ملكًا، ولكن بعد ثلاثة أشهر عزله الفرعون نخاو الثاني، وجعل إيلياقيم ملكًا مكانه. وعندما جلس على العرش، تم تغيير اسمه إلى يهوياقيم. حكم يهوياقيم لمدة أحد عشر عامًا حتى عام 598 قبل الميلاد، وخلفه ابنه يكنيا (المعروف أيضًا باسم يهوياكين)، الذي حكم لمدة ثلاثة أشهر فقط.

## فترة حكمه

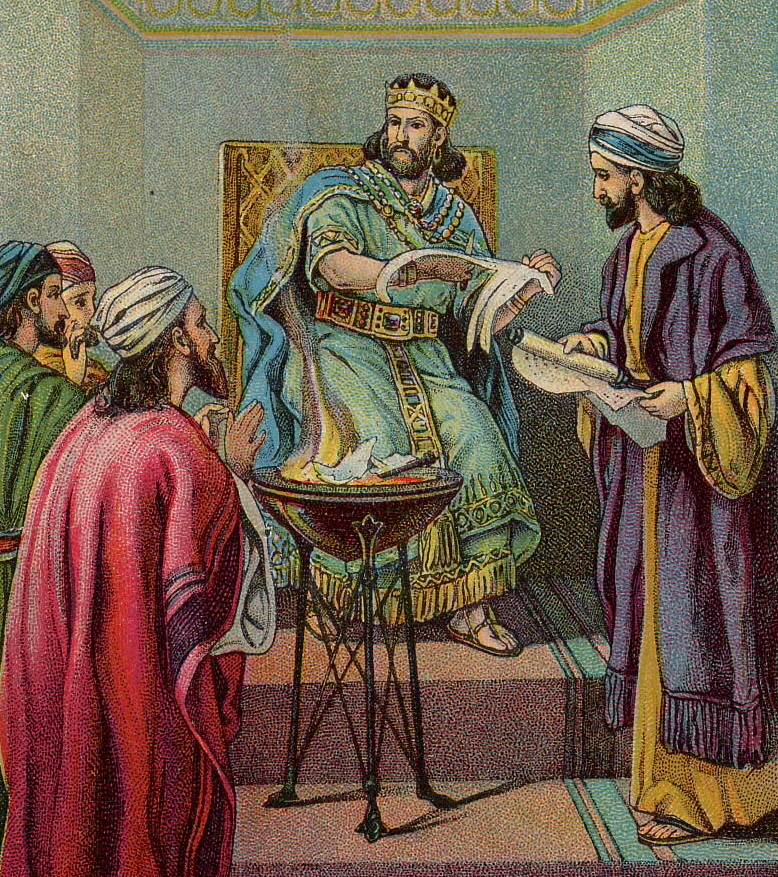
يهوياقيم يحرق رسالة إرميا.

تم تعيين يهوياقيم ملكًا من قبل نخاو الثاني فرعون مصر في عام 609 قبل الميلاد، بعد عودة نخاو الثاني من المعركة في هاران، وبعد ثلاثة أشهر من قتل الملك يوشيا في مجيدو. يُعتبر يهوياقيم تابعًا للفرعون المصري، حيث كان يدفع الجزية له، وفرض الضرائب على شعبه لأجل ذلك.
وبعد هزيمة المصريين من قبل البابليين في معركة كركميش في 605 قبل الميلاد، حاصر نبوخذ نصر الثاني القدس، وغيّر يهوياقيم ولائه من المصريين إلى البابليين لتجنب تدمير القدس. ودفع الجزية لنبوخذ نصر، وأعطاه خزينة القدس وبعض التحف المعبدية، وسلمه بعض أفراد العائلة المالكة والنبلاء كرهائن.
يصف الأدب الحاخامي يهوياقيم بأنه طاغية ملحد ارتكب خطايا وجرائم بشعة. حيث يتم تصويره على أنه عاش في علاقات زنا مع والدته وزوجته وزوجة أبيه، وأنه كان معتاداً على قتل الرجال لينتهك أعراض نسائهم. كما انه وشم جسده.
انتقد النبي إرميا سياسات الملك يهوياقيم، وأرسل له رسالة يدعوه إلى التوبة والالتزام بالشريعة، لكن يهوياقيم أحرقها.
استمر يهوياقيم لمدة ثلاث سنوات في خدمة البابليين، حتى فشل غزو مصر في عام 601 قبل الميلاد، فعاد يوالي المصريين. وفي أواخر عام 598 قبل الميلاد، غزا الملك البابلي نبوخذ نصر الثاني مملكة يهوذا وحاصر مرة أخرى القدس، واستمر الحصار ثلاثة أشهر. ومات يهوياقيم قبل انتهاء الحصار، ويشير سفر أخبار الأيام الثاني أنه تم تقييده بالسلاسل ورُبط بحمار ليجره بعيدًا عن أبواب أورشليم، ودُفن هناك. وحسب سفر إرميا فقد تنبأ النبي إرميا بطريقة موته هذه.
خلفه ابنه يهويا كين، واستمر ثلاثة أشهر فقط، ثم خلعه نبوخذ نصر، ثم حكم صدقيا ، شقيق يهوياقيم الأصغر، وحدث السبي البابلي. 